# Kvalifikacije za Svetsko prvenstvo u fudbalu 2022 — AFK prvi krug
Prvo kolo kvalifikacija Azijske fudbalske konfederacije za Fifino svetsko prvenstvo 2022. godine, koje je ujedno služilo i kao prvo kolo kvalifikacija za azijski kup Azijske fudbalske konfederacije 2023. godine, odigrano je od 6. do 11. juna 2019. godine.

## Format
Ukupno 12 timova (timovi rangirani od 35 do 46 na listi učesnika Azijske fudbalske konfederacije, AFK) igralo je u gostima i na domaćem terenu kvalifikacione utakmice. Šest pobednika plasiralo se u drugi krug. Ostalih šet timova imalo je pravo učešća na  AFK Kupu solidarnosti 2020. godine, koji je vremeno otkazan zbog pandemije kovida 19.

## Žreb
Izvlačenje prvog kruga održano je 17. aprila 2019. godine u 11:00 MST (UTC+8), u fudbalskoj kući Azijske fudbalske konfederacije u Kuala Lumpuru, u Maleziji.
Žreb je organizovan po uzoru na Fifinoj svetskoj rang listi iz aprila 2019. godine (prikazano u zagradama dole). Timovi iz Šešira A bili su domaćini prve utakmice. 
Napomena: Boldirani tim plasirao se u drugi krug.
| Šešir A                                                                                           | Šešir B |
| ------------------------------------------------------------------------------------------------- | --- |
| 1. Малезија (168) 2. Камбоџа (173) 3. Макао (183) 4. Лаос (184) 5. Бутан (186) 6. Монголија (187) | 1. Бангладеш (188) 2. Гвам (193) 3. Брунеј (194) 4. Источни Тимор (195) 5. Пакистан (200) 6. Шри Ланка (202) |

## Rezultat
Prvi mečevi igrani su 6. i 7. juna, a druge 11. juna 2019. godine.
| Тим #1                                                           | рез. | Тим #2        | прва утакмица | друга утакмица |
| ---------------------------------------------------------------- | ---- | ------------- | ------------- | -------------- |
| [[Фудбалска репрезентација Монголије {{{altlink2}}}\|Монголија]] | 3–2  | Брунеј        | 2–0           | 1–2            |
| Макао                                                            | 1–3  | Шри Ланка     | 1–0           | 0–3 (nag.)     |
| Лаос                                                             | 0–1  | Бангладеш     | 0–1           | 0–0            |
| Малезија                                                         | 12–2 | Источни Тимор | 7–1           | 5–1            |
| Камбоџа                                                          | 4–1  | Пакистан      | 2–0           | 2–1            |
| Бутан                                                            | 1–5  | Гвам          | 1–0           | 0–5            |

## Utakmice
| [[Фудбалска репрезентација Монголије {{{altlink2}}}\|Монголија]] | 2–0                            | Брунеј |
| ---------------------------------------------------------------- | ------------------------------ | ------ |
| - Tsedenbal 9’ - Naranbold 69’                                   | Izveštaj (FIFA) Izveštaj (AFK) |        |

| Брунеј            | 2–1                            | Монголија              |
| ----------------- | ------------------------------ | ---------------------- |
| - Razimie 5’, 34’ | Izveštaj (FIFA) Izveštaj (AFK) | - Tsedenbal 47’ (пен.) |

Mongolija je zbirno pobedila sa 3:2 i plasirala se u drugi krug.
| Макао        | 1–0                            | Шри Ланка |
| ------------ | ------------------------------ | --------- |
| - Duarte 52’ | Izveštaj (FIFA) Izveštaj (AFK) |           |

| Шри Ланка | 3–0 Awarded                    | Макао |
| --------- | ------------------------------ | ----- |
|           | Izveštaj (FIFA) Izveštaj (AFK) |       |

Sri Lanka je pobedila sa 3:1 i plasirala se u drugi krug.
| Лаос | 0–1                            | Бангладеш       |
| ---- | ------------------------------ | --------------- |
|      | Izveštaj (FIFA) Izveštaj (AFK) | - Ro. Hasan 72’ |

| Бангладеш | 0–0                            | Лаос |
| --------- | ------------------------------ | ---- |
|           | Izveštaj (FIFA) Izveštaj (AFK) |      |

Bangladeš je pobedio sa 1:0 i plasirao se u drugi krug.
| Малезија                                                                                | 7–1                            | Источни Тимор    |
| --------------------------------------------------------------------------------------- | ------------------------------ | ---------------- |
| - Korbin-Ong 12’ - Šahrel 23’ - Noršahrul 43’ - Safavi 45’, 59’ - Faiz 78’ - Akijar 89’ | Izveštaj (FIFA) Izveštaj (AFK) | - Žoao Pedro 52’ |

| Источни Тимор | 1–5                            | Малезија                                         |
| ------------- | ------------------------------ | ------------------------------------------------ |
| - Gama 72’    | Izveštaj (FIFA) Izveštaj (AFK) | - Šahrel 11’, 17’, 64’ - Sumare 37’ - Akijar 55’ |

Malezija je ostvarila zbirnio rezultat 12:2 i plasirala se u drugu rundu.
| Камбоџа               | 2–0                            | Пакистан |
| --------------------- | ------------------------------ | -------- |
| - Šeng 81’ - Kouč 84’ | Izveštaj (FIFA) Izveštaj (AFK) |          |

| Пакистан           | 1–2                            | Камбоџа               |
| ------------------ | ------------------------------ | --------------------- |
| - Bašir 17’ (пен.) | Izveštaj (FIFA) Izveštaj (AFK) | - Sat 64’ - Reung 89’ |

Kambodža je ostvarila zbirni rezultat 4:1 i plasirala se u drugo kolo.
| Бутан           | 1–0                            | Гвам |
| --------------- | ------------------------------ | ---- |
| - Ts. Dorji 35’ | Izveštaj (FIFA) Izveštaj (AFK) |      |

| Гвам                                                   | 5–0                            | Бутан |
| ------------------------------------------------------ | ------------------------------ | ----- |
| - Lagutang 23’ - Cunlife 27’, 82’, 90+4’ - Malkolm 51’ | Izveštaj (FIFA) Izveštaj (AFK) |       |

Guam je ostvario zbirnu pobedu 5:1 i plasirao se u drugu rundu.

## Napomene
1. ↑  Ističnom Timoru je zabranjeno učešće u kvalifikacijama za Azijski kup, nakon što je utvrđeno da je između ostalih takmičenja na mečevima kvalifikacija za AFC-ov Azijski kup 2019. godine izložio koristio 12 nepodobnih igrača.[4] Međutim, kako im FIFA nije zabranila kvalifikacije za Svetski kup, Timor-Leste je i dalje smeo da se takmiči, ali nije imao pravo da se kvalifikuje za azijski kup.
2. 1 2  Makao nije poslao svoj tim na revanš iz sigurnosnih razloga nakon uskršnjih bombaških napada iz Šri Lanke 2019.[5] AFC je stvar prosledio FIFA-i,[6] koja je 27. juna 2019. objavila da je meč proglašen izgubljenom od strane Šri Lanke rezultatom 3:0, a shodno tome kvalifikovala se Šri Lanka u drugi krug.[7]
3. ↑  Macau played their home match against Sri Lanka in Zhuhai, China, due to ongoing maintenance of Estádio Campo Desportivo.[8]
4. ↑  Domaća utakmica Malezije protiv Timor-Leste, koja se prvobitno igrala 6. juna 2019. godine, kasnije je odložena zbog proslave Ramazanskog bajrama na zahtev Fudbalskog saveza Malezije.[9]
5. ↑  Timor-Leste played their home match against Malaysia in the latter country due to a lack of a suitable venue in their country.[10]
6. ↑  Pakistan je u Kataru odigrao domaću utakmicu protiv Kambodže.[11]

## Spoljašnje veze
- - Qualifiers – Asia Matches: Round 1[мртва веза], FIFA.com
- FIFA World Cup, the-AFC.com
- AFC Asian Cup, the-AFC.com
- Preliminary Joint Qualification 2022, stats.the-AFC.com